# Обіццо I д'Есте

Герб Дому д‘Есте

Обіццо I д'Есте (італ. Obizzo I d’Este; Есте, 1110 — Феррара, 25 грудня 1193) — італійський військово-політичний діяч доби Середньовіччя, голова Дому Есте у 1137—1193 роках, маркіз Мілану та Генуї у 1184—1193 роках, лідер партії гвельфів Феррари з 1186.
У 1163 році допоміг імператору Фрідріху Барбароссі у боротьбі з Вероною, Падуєю та Віченцею. Втім, вже у 1167 році приєднався до Ломбардської ліги, спрямованої проти імператора.
У 1177 році прибув у Венецію для того, щоб бути присутнім під час підписання угоди між Ломбардською лігою та імператором. Його почт складав 180 осіб, що свідчило про значний політичний вплив.
У 1182 році був призначений подестою Падуї, а у 1184 отримав від імператора титул маркіза Мілану та Генуї. Обіццо був першим представником Дому Есте, що згадується в історичних джерелах з титулом «маркіз».
У 1186 році Обіццо фактично очолив партію гвельфів у Феррарі, що суттєво вплинуло на подальшу долю Дому Есте, який з того часу почав відігравати все більш суттєву роль на Півночі Італії.
Помер Обіццо І на Різдво 1193 року. Після його смерті Дім Есте очолив не його син Аццо V д‘Есте (помер того ж року, що й батько), а онук — Аццо VI  д‘Есте.

## Родина
Дружина (з 1124) — Софія да Лендінара.
Діти:
- Гарсенда
- Фроя
- Аделаїда
- Аццо V д‘Есте, син-спадкоємець
- Томмазіна
- Боніфаціо (?-1228), «людина зброї»

## Посиання
- MARCHESI d'ESTE, SIGNORI di FERRARA. fmg.ac (англ.). 15 ottobre 2014. Процитовано 14 marzo 2016.
- GENEALOGIE DES DUCS DE MODENE ET FERRARE Maison d'ESTE. genroy.fr (фр.). Архів оригіналу за 20 ottobre 2013. Процитовано 14 marzo 2016. {{cite web}}: Недійсний |deadurl=sì (довідка); символ зміни рядка в |title= на позиції 41 (довідка)